# 古波蔵良州
古波蔵 良州（こはぐら りょうしゅう、生没年不詳）は、18世紀の琉球王国で活動した工芸家、漆芸家。
1727年、清で銀朱の製法を学んだ。帰国後、比嘉乗昌とともに御用品技師として活躍した。